# União de Jovens Comunistas
A União dos Jovens Comunistas (UJC) é a organização da juventude do Partido Comunista de Cuba, fundada em 4 de abril de 1962. A associação à organização é voluntária e seletiva entre jovens cubanos entre 15 e 30 anos. No caso de jovens de 15 anos, a filiação é concedida apenas àqueles que demonstram conduta excepcional em relação ao estudo, trabalho e seu desenvolvimento principalmente como estudante. Em 2006, a UJC tinha mais de 600.000 militantes em toda Cuba.
A UJC mantém relações com 218 organizações em todo o mundo e é afiliada à Federação Mundial da Juventude Democrática (FMJD), além de participar de outras 14 organizações internacionais.
O órgão de imprensa da União dos Jovens Comunistas é o jornal Juventud Rebelde.